# Чернохохлая пафозия
Чернохохлая пафозия (лат. Lophornis helenae) — вид птиц семейства колибри.

## Описание
Чернохохлая пафозия достигает длины примерно 7,5 см, размах крыльев составляет около 10 см. Спина бронзово-зелёная с белой полосой над хвостом. Хвост короткий и рыжий, средние перья бронзового цвета. Клюв короткий, прямой с красноватый с тёмной вершиной. У самцов зелёная макушка с длинным, чёрным хохлом из тонких перьев. Над ушами имеются длинные, желтовато-коричневые пучки перьев. Горло ярко-зелёное, на груди чёрные, оттопыренные в сторону перья. Брюхо белёсое с крупными пятнами медного цвета. У самок тёмные щёки, горло желтовато-коричневое с зелёными пятнами. Хвост имеет широкую, чёрную поперечную полосу.

## Распространение
Ареал вида охватывает площадь примерно 250 000 км² в центральноамериканских странах Белизе, Коста-Рике, Гватемале, Гондурасе, Мексике и Никарагуа. Вид обитает во влажных первичных и вторичных лесах, а также на полянах и опушках леса.